# Play-Yan

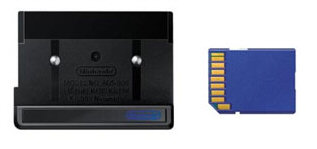
Imagen de un Play-Yan.

Play-Yan (marca registrada PLAY-YAN) es un reproductor multimedia para Nintendo DS y Game Boy Advance. se usa memorias SD flash (de hasta 1GB solamente) para reproducir archivos de audio MP3 y archivos de video H.264/MPEG-4 AVC. También puede jugar 13 minijuegos de bonificación, todos los cuales están disponibles gratuitamente en el sitio web de Nintendo en Japón.
Está diseñado para Game Boy Advance SP y también es compatible con Game Boy Micro. Debido a su requisito de potencia, no se recomienda su uso con un sistema Game Boy Advance original. Las ventas de Play-Yan se suspendieron el 11 de septiembre de 2005. Una versión actualizada, el Play-Yan Micro (marca registrada PLAY-YAN micro), conocido como el Nintendo MP3 Player de en Europa, fue lanzado dos días después junto con el juego de marca similar. Game Boy Micro, con características tales como compatibilidad con MP4 y ASF integradas directamente en el hardware. Play-Yan Garage Games no son compatibles con Play-Yan Micro.
Play-Yan fue lanzado en China por iQue bajo el nombre de MP4 Player for GBA.
Play-Yan es un complemento para MP3 y MPEG-4 para Game Boy Advance SP, Nintendo DS, DS Lite y Game Boy Micro. Los archivos de música y video almacenados en una tarjeta de memoria SD se pueden cargar en una ranura en el lado derecho de la Play-Yan, que se asemeja a un cartucho de juego Game Boy Advance. El Play-Yan se carga directamente en la ranura del juego Game Boy Advance de un sistema compatible. Si bien el Game Boy Advance original es compatible, su pantalla no iluminada y la alta tasa de consumo de energía de Play-Yan no hacen del Game Boy Advance una plataforma muy adecuada. Play-Yan también es compatible con Game Boy Player, pero el video comprimido no se reproduce tan bien en una pantalla de televisión como lo hace en una pequeña pantalla portátil. Por lo tanto, Game Boy Player es una plataforma poco adecuada también, al menos en comparación con cualquier reproductor de DVD estándar. El adaptador tiene su propio puerto de auriculares integrado, pero usa la fuente de alimentación, los controles y la pantalla de la consola principal. El Play-Yan se anuncia como que ofrece dieciséis horas de reproducción de MP3 y cuatro horas de reproducción de MPEG-4 en un Game Boy Advance SP totalmente cargado. Además de la reproducción multimedia, Play-Yan ofrece soporte para minijuegos que pueden descargarse del sitio web de Nintendo of Japan.
El Play-Yan se lanzó en Japón en febrero de 2005 por aproximadamente 5000 yenes (USD $ 47.47). [cita requerida] Originalmente, Nintendo planeaba lanzar el adaptador en los Estados Unidos antes de fines de 2005, [cita requerida], pero finalmente no fue lanzado en Norteamérica. Nintendo sí, sin embargo, lanzó la versión micro en Europa como el reproductor de MP3 de Nintendo, y dado que el Play-Yan (y su sucesor, el Play-Yan Micro) no tiene región, puede importarse a otras regiones y reproducirse en cualquier Game Boy Advance.

## Play-Yan Micro
Para acompañar el lanzamiento del Game Boy Micro del 13 de septiembre de 2005 en Japón, Nintendo lanzó una versión actualizada del original Play-Yan llamado Play-Yan Micro por 5000 yenes. La nueva versión es compatible con todos los mismos sistemas, y se ve y funciona igual que el original, pero hay algunas diferencias notables. Play-Yan Micro tiene la funcionalidad adicional de reproducción MP4 y ASF, y tiene una interfaz de usuario actualizada y una calidad de sonido mejorada a través de su puerto de auriculares. Sin embargo, el soporte de Minigame fue eliminado del Play-Yan Micro. Play-Yan Micro solo estaba disponible a través de la tienda en línea de Nintendo of Japan, y por 1000 yenes adicionales, venía con una aplicación informática en CD llamada "MediaStage Ver. 4.2 para Nintendo" para administrar archivos de música y video en una PC.

## Apariciones en otros juegos
La figura del palo que se ve en la interfaz de Play-Yan también aparece en el juego GBA solo para Japón, Rhythm Tengoku, y su versión arcade, en el juego de ritmo Night Walk. Más tarde se utilizó como una visualización en la función Sound de la Nintendo 3DS. El personaje también apareció en cameos en Rhythm Heaven y Rhythm Heaven Fever, y ha reaparecido en el juego Nintendo 3DS Rhythm Heaven Megamix.